# Justin Kirk
Justin Kirk (Salem, Oregón, 28 de mayo de 1969) es un actor estadounidense de teatro, cine y televisión. Conocido por su papel de Andy Botwin en la serie estadounidense Weeds, así como por su papel de Prior Walter en la adaptación a la pantalla de la novela Angels in America, miniserie transmitida en Estados Unidos por HBO que le supuso una nominación a un premio Emmy.

## Carrera
Su primer papel en Broadway fue una obra llamada Any Given Day, representada en el teatro Longacre. Debutó en la televisión con la serie Jack & Jill. A partir de 2007 interpretó a Andrew Botwin en la serie Weeds, actuación que le supuso una nominación ese mismo año a los Premios Globo de Oro. 
Actualmente vive una parte del año en la ciudad de Nueva York, y otra en Los Ángeles.

## Filmografía

### Cine
| Año  | Título                                               | Personaje                | Notas              |
| ---- | ---------------------------------------------------- | ------------------------ | ------------------ |
| 1997 | Love! Valour! Compassion!                            | Bobby Brahms             |                    |
| 1999 | The Eden Myth                                        | Aldo Speck               |                    |
| 1999 | Chapter Zero                                         | Lonnie                   |                    |
| 2002 | Teddy Bears' Picnic                                  | Damien Pritzker          |                    |
| 2002 | Outpatient                                           | Morris Monk              |                    |
| 2006 | Hollywood Dreams                                     | Robin Mack               |                    |
| 2006 | Flannel Pajamas                                      | Stuart Sawyer            |                    |
| 2006 | Puccini for Beginners                                | Philip                   |                    |
| 2006 | Operation Homecoming: Writing the Wartime Experience | Él mismo/Narrador        | Voz                |
| 2009 | Against the Current                                  | Jeff Kane                |                    |
| 2009 | Four Boxes                                           | Trevor Grainger          |                    |
| 2009 | The Presence                                         | The Man                  |                    |
| 2010 | See You in September                                 | A.J.                     |                    |
| 2010 | Elektra Luxx                                         | Benjamin                 |                    |
| 2012 | 30 Beats                                             | Adam the Anthropologist  |                    |
| 2012 | Vamps                                                | Vadim                    |                    |
| 2012 | L!fe Happens                                         | Henri                    |                    |
| 2012 | Goats                                                | Bennet                   |                    |
| 2012 | Nobody Walks                                         | Billy                    |                    |
| 2013 | Mr. Morgan's Last Love                               | Miles Morgan             |                    |
| 2014 | Justice League: War                                  | Hal Jordan/Green Lantern | Voz                |
| 2014 | Walter                                               | Gregory Tomlinson        |                    |
| 2016 | Cazafantasmas                                        | Phil                     | Escenas eliminadas |
| 2017 | The Tribes of Palos Verdes                           | Sr. Mason                |                    |
| 2017 | Molly's Game                                         | Jay                      |                    |
| 2018 | Vice                                                 | Scooter Libby            |                    |
| 2019 | Jack and Jo Don't Want to Die                        | Jack                     | Cortometraje       |
| 2020 | Hollywood Fringe                                     | Travis Sunstrom          |                    |
| 2021 | Hangry                                               | Leroy                    | Cortometraje       |

### Televisión
| Año       | Título                            | Personaje            | Notas                                           |
| --------- | --------------------------------- | -------------------- | ----------------------------------------------- |
| 1995      | New York News                     | Desconocido          | Episodio: "You Thought the Pope Was Something"  |
| 1998      | The Pretender                     | Horace Strickland    | Episodio: "Hazards"                             |
| 1999–2001 | Jack & Jill                       | Bartholomew Zane     | Protagonista, 32 episodios                      |
| 2001      | Law & Order: Special Victims Unit | Eric Plummer         | Episodio: "Wrath"                               |
| 2003      | Angels in America                 | Prior Walter         | Miniserie                                       |
| 2005      | CSI: Crime Scene Investigation    | Patrick Bromley      | Episodio: "Spark of Life"                       |
| 2005      | Jack & Bobby                      | John McCallister     | Episodio: "Under the Influence"                 |
| 2005      | Without a Trace                   | Thomas Beale         | Episodio: "Lost Time"                           |
| 2006      | Everwood                          | James Carmody        | Episodio: "Enjoy the Ride"                      |
| 2005–2012 | Weeds                             | Andy Botwin          | Principal, 98 episodios                         |
| 2010–2015 | Modern Family                     | Charlie Bingham      | Recurrente, 6 episodios                         |
| 2012      | Animal Practice                   | Dr. George Coleman   | Principal, 9 episodios                          |
| 2013      | The Blacklist                     | Nathaniel Wolff      | Episodio: "General Ludd"                        |
| 2014      | Tyrant                            | John Tucker          | Principal (temp. 1), 10 episodios               |
| 2015      | Wayward Pines                     | Peter McCall         | 2 episodios                                     |
| 2015      | American Dad!                     | Ax Jenkins           | Voz; episodio: "My Affair Lady"                 |
| 2015      | Manhattan                         | Joseph Bucher        | 2 episodios                                     |
| 2015      | You're the Worst                  | Rob                  | 2 episodios                                     |
| 2016      | The Crossroads of History         | Leonardo da Vinci    | Episodio: "Mona Lisa"                           |
| 2017      | APB                               | Gideon Reeves        | Papel principal                                 |
| 2018      | Kidding                           | Peter                | Papel principal (temp. 2), recurrente (temp. 1) |
| 2018      | Overthinking with Kat & June      | David                | Papel principal                                 |
| 2019      | Conversations in L.A.             | Michael Miller       | 2 episodios                                     |
| 2020      | Zoey's Extraordinary Playlist     | Charlie Bennet       | Episodio: "Zoey's Extraordinary Playlist"       |
| 2020-2023 | Perry Mason                       | Hamilton Burger      | Papel principal (temp. 2), recurrente (temp. 1) |
| 2021-2023 | Succession                        | Jeryd Mencken        | 5 episodios                                     |
| 2022      | Roar                              | Larry the Duck (voz) | Episodio: "The Woman Who Was Fed by a Duck"     |

## Premios y nominaciones
| Año  | Premios                           | Categoría                                                                   | Nominación        | Resultado |
| ---- | --------------------------------- | --------------------------------------------------------------------------- | ----------------- | --------- |
| 2004 | Primetime Emmy Awards             | Outstanding Supporting Actor in a Miniseries or a Movie                     | Angels in America | Nom       |
| 2004 | Satellite Awards                  | Best Supporting Actor – Series, Miniseries or Television Film               | Angels in America | Ganador   |
| 2004 | Screen Actors Guild Awards        | Outstanding Performance by a Male Actor in a Miniseries or Television Movie | Angels in America | Nom       |
| 2007 | Golden Globe Awards               | Best Supporting Actor – Series, Miniseries or Television Film               | Weeds             | Nom       |
| 2007 | Monte-Carlo Television Festival   | Outstanding Actor in a Comedy Series                                        | Weeds             | Nom       |
| 2007 | Satellite Awards                  | Best Supporting Actor – Series, Miniseries or Television Film               | Weeds             | Nom       |
| 2007 | Screen Actors Guild Awards        | Outstanding Performance by an Ensemble in a Comedy Series                   | Weeds             | Nom       |
| 2008 | Satellite Awards                  | Best Actor – Television Series Musical or Comedy                            | Weeds             | Ganador   |
| 2009 | Screen Actors Guild Awards        | Outstanding Performance by an Ensemble in a Comedy Series                   | Weeds             | Nom       |
| 2016 | Critics' Choice Television Awards | Best Guest Performer in a Drama Series                                      | Manhattan         | Nom       |